# Simone Koch

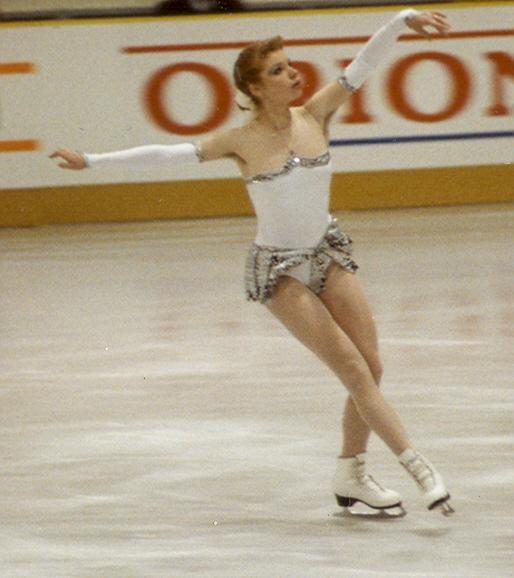
Simone Koch-Schnabel bei den Deutschen Meisterschaften im Eiskunstlaufen 1992 in Unna

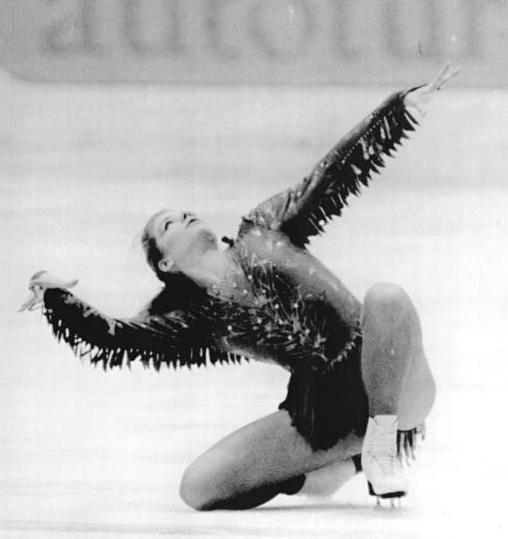
Simone Koch, 1989

Simone Koch, verheiratete Simone Schnabel, (* 25. Oktober 1969 in Dresden) ist eine ehemalige DDR-Eiskunstläuferin des SC Einheit Dresden.

## Biografie
Simone Koch erlernte bei Ingeburg Walter ihre ersten Dreifachsprünge. Später trainierte sie bei Ingrid Lehmann und Heidemarie Steiner-Walther in Berlin.
Koch wurde 1983 mit 14 Jahren für die DDR Weltmeisterin der Junioren. 1984 unterlag sie bei den Juniorenweltmeisterschaften einer anderen DDR-Läuferin: Karin Hendschke. In den folgenden Jahren war Simone Koch immer direkte Konkurrentin von Katarina Witt.
Koch wurde 1984 und 1988 DDR-Vizemeisterin jeweils hinter Katarina Witt. 1989 war Simone Koch Mitfavoritin für den Europameistertitel. Sie konnte sich jedoch bei den DDR-Meisterschaften nicht gegen Evelyn Großmann und Simone Lang durchsetzen, wurde nur Dritte und verpasste somit die Qualifikation zur Europameisterschaft.
Sie ist mit Günter Schnabel verheiratet und heißt seither Simone Schnabel, das Ehepaar hat zwei Töchter und einen Sohn. Sie startete noch einmal bei Deutschen Meisterschaften 1992 in Unna und 1993 in Mannheim wieder für den SC Berlin, konnte sich aber nicht mehr für internationale Meisterschaften qualifizieren.

## Erfolge/Ergebnisse
| Wettbewerb/Wintersaison     | 1983 | 1984 | 1985 | 1986 | 1987 | 1988 | 1989 | 1990 | 1991 | 1992 | 1993 |
| --------------------------- | ---- | ---- | ---- | ---- | ---- | ---- | ---- | ---- | ---- | ---- | ---- |
| Olympische Winterspiele     | –    | –    | –    | –    | –    | 9.   | –    | –    | –    | –    | –    |
| Weltmeisterschaften         | –    | –    | 14.  | 12.  | –    | 8.   | –    | –    | –    | –    | –    |
| Juniorenweltmeisterschaften | 1.   | 2.   | –    | –    | –    | –    | –    | –    | –    | –    | –    |
| Europameisterschaften       | –    | 7.   | 4.   | –    | –    | 5.   | –    | –    | –    | –    | –    |
| DDR-Meisterschaften         | –    | 2.   | 3.   | 3.   | 3.   | 2.   | 3.   | –    | –    | –    | –    |
| Deutsche Meisterschaften    | –    | –    | –    | –    | –    | –    | –    | –    | –    | 6.   | 7.   |
| NHK Trophy                  | 2.   | –    | –    | –    | –    | –    | –    | –    | –    | –    |      |